# Der Hölle Rache kocht in meinem Herzen
Der Hölle Rache kocht in meinem Herzen («Пекельна помста кипить в моєму серці» або ж  літературний переклад як «Палає кров надією відплати»)  — друга арія Цариці Ночі з опери Моцарта «Чарівна флейта» (нім. Die Zauberflöte). Арія написана для колоратурного сопрано. Першою виконавицею арії була Йозефа Гофер.

## Текст арії
Лібрето «Чарівної флейти» написав Емануель Шиканедер. Українською мовою лібрето переклав Євген Дроб'язко.
| Der Hölle Rache kocht in meinem Herzen, Tod und Verzweiflung flammet um mich her! Fühlt nicht durch dich Sarastro Todesschmerzen, so bist du meine Tochter nimmermehr. Verstoßen sei auf ewig, verlassen sei auf ewig, zertrümmert sei'n auf ewig alle Bande der Natur. Wenn nicht durch dich Sarastro wird erblassen! Hört, hört, hört, Rachegötter, hört, der Mutter Schwur! | Палає кров надією відплати Смерть, люта кара — ось моя мета Не хочеш ти Зорастро покарати, То відтепер ти не моя дочка. Загубиш ти навіки Зламаєш ти навіки Покинеш ти навіки Весь природний наш зв'язок Та ні! Ти вб'єш Зорастро цим кинджалом Вдар! Вдар! Вдар! В певні руки я даю клинок!! |

## Аранжування
Сучасне втілення арія отримала в хоровому аранжуванні Є. Петриченка, що було виконане хором «Хрещатик» в рамках програми «Шлягери звідусіль» в 2010-х роках.